# Jesús Martínez Guerricabeitia
Jesús Amor Martínez Guerricabeitia (Villar del Arzobispo, 1922-Valencia, 7 de septiembre de 2015) fue un empresario, mecenas y coleccionista de arte español. Durante la dictadura franquista fue encarcelado a causa de sus creencias políticas. Era hermano de José Martínez Guerricabeitia, fundador de la editorial antifranquista Ruedo Ibérico.

## Biografía
Jesús Martínez Guerricabeitia nació en el seno de una familia anarquista. Su padre, José Martínez García, fue un minero anarcosindicalista y autodidacta, que le descubrió la curiosidad intelectual, la cual no perdería a pesar de la represión sufrida por su familia tras la guerra de España. Tras imponerse la dictadura franquista ingresó en prisión, donde tuvo oportunidad de recibir la formación de manos de profesores e intelectuales también represaliados. Con su puesta en libertad, trabajó en Valencia reparando las matrices de las linotipias, hasta que marchó con su familia a Colombia en 1951.
Fundó con su hermano José Martínez la editorial Ruedo Ibérico en 1961 y volvió a Valencia en 1965, donde fundó una exitosa empresa de exportación de calzado a Estados Unidos. De los beneficios obtenidos a lo largo de su vida, dedicó buena parte de ellos al mecenazgo cultural y cívico, el coleccionismo de arte contemporáneo y a la creación en 1989 de una fundación vinculada a la Universidad de Valencia a través de su Fundación General con el nombre de Patronat Martínez Guerricabeitia. A este patronato llegó el grueso de la colección de arte de Jesús Martínez en 1999. El patronato desarrolla, desde entonces, una intensa labor de difusión y financiación de exposiciones con otras instituciones como el Instituto Valenciano de Arte Moderno (IVAM), la propia universidad o el Ayuntamiento de Valencia, además de haberse completado con más fondos. Del conjunto de piezas donadas, que sumaba al tiempo de su fallecimiento más de 500 obras, destacaban las de autores como el Equipo Crónica, Juan Genovés o Eduardo Arroyo, entre otros muchos. En 2004, la Biblioteca Valenciana recibió en donación su biblioteca particular, formada por más de 23.000 volúmenes.
A lo largo de su vida recibió numerosos reconocimientos por su labor cultural. Entre ellos, destacan  la Medalla de la Universidad de Valencia (1997), el Premio de la Associació Valenciana de Crítics d´Art (1998), la Medalla San Carlos de la Universidad Politécnica de Valencia (1999). la Medalla de Plata del Consejo Valenciano de Cultura (2008). y la Distinción de la Generalidad Valenciana al mérito cultural 2015, a título póstumo.